# 몰라 와게
몰라 와게(프랑스어: Molla Wagué, 1991년 2월 21일 ~ )는 프랑스 출생 말리의 축구 선수로 현재 포지션은 중앙 수비수이며 말리 축구 국가대표팀의 주장직을 맡고 있다.

## 선수 경력

### 클럽
2010년 SM 캉 입단 후 1군에서는 2013-14 시즌까지 공식전 56경기 5골을 기록하며 2012-13 시즌 리그 2 4위, 2013-14 시즌 리그 2 3위 및 차기 시즌 1부 리그 승격에 일조했고 2군에서는 리그 51경기 2골을 기록했다.
그 후 2014-15 시즌을 앞두고 스페인 프리메라리가의 그라나다 CF로 이적한 직후 이탈리아 세리에 A의 우디네세 칼초로 임대 이적하여 2018-19 시즌까지 공식전 42경기 2골을 기록했지만 팀은 이렇다할 성과를 거두지 못했고 2017년에는 잉글랜드 프리미어리그의 레스터 시티로 임대 이적했으나 FA컵 1경기 출장에 그쳤다.
그리고 2017-18 시즌을 앞두고 같은 리그의 왓퍼드 FC로 임대 이적하였으나 리그 6경기 출장에 그쳤고 잉글랜드 2부 리그의 노팅엄 포리스트로 임대 이적 후 리그 11경기 3골을 기록한 뒤 FC 낭트 이적을 통해 프랑스 무대로 복귀했으며 프랑스 2부 리그의 아미앵 SC로 임대 이적하여 2020-21 시즌 리그 24경기를 소화한 뒤 낭트로 복귀했다.

### 국가대표팀
2009년 프랑스 U-19 대표팀에서 잠시 뛰었다가 2013년 말리 국가대표팀에 첫 합류 이후 같은 해 열린 2013년 아프리카 네이션스컵에 출전하여 팀을 대회 3위로 이끌었고 2015년 3월 25일 가봉과의 친선 경기에서 A매치 데뷔골을 멀티골로 장식했으나 팀은 3-4의 아쉬운 석패를 당했다.

## 수상

### 클럽
SM 캉
- 리그 2 : 3위 (2013-14), 4위 (2012-13)

### 국가대표팀
말리
- 아프리카 네이션스컵 : 3위 (2013)